# Oskar Bremermann
Oskar Bremmermann (2 de junho de 1921 - 9 de fevereiro de 1999) foi um oficial alemão que serviu durante a Segunda Guerra Mundial. Foi condecorado com a Cruz de Cavaleiro da Cruz de Ferro.

## Carreira

### Patentes
Feldwebel

### Condecorações
| Cruz de Ferro 2ª Classe                              |
| Cruz de Ferro 1ª Classe                              |
| Cruz de Cavaleiro da Cruz de Ferro 9 de maio de 1945 |